# Чермянка (парк)
Парк «Чермянка» (также «Юрло́вский парк») — парк в районах Москвы Отрадное и Южное Медведково. Его площадь составляет около 45 гектаров. Располагается вдоль Юрловского проезда от улицы Мусоргского до проезда Дежнёва в долине реки Чермянки — на территории парка проходит её участок длиной чуть более километра. Парк является частью территории регионального значения «Памятник природы „Долина реки Чермянки от проезда Дежнёва до устья”».

## Происхождение названия
Название парка произошло от гидронима — по имени проходящей на его территории реки Чермянки, правого притока Яузы. Предполагается, что река получила имя по прилагательному славянского происхождения «черемный» (чьрмьнъ), которое обозначало «красный». Такое название могло быть связано с красноватым цветом воды в реке от залежей красной глины, характерной для почв этих территорий. По другой версии, слово «черемный» в некоторых русских говорах смешивалось со словом «черный», в связи с чем Чермянка имела ещё несколько народных названий — Черница и Чернянка.

## Природная особенность территории
В 1991 году территория в долине реки Чермянки от проезда Дежнёва до устья (впадения в Яузу) получила статус памятника природы. Здесь сложился пойменный биоценоз. Флору составляют приречные леса, заболоченные луга и травяные болота, а также растения из Красной книги города Москвы — кувшинка белая, ирис аировидный, калужница болотная, кубышка жёлтая, нивяник обыкновенный, клевер золотистый и 3 вида фиалок. Кроме того, на территории можно встретить виды растений, которые редко произрастают в условиях города. Местная фауна включает около 40 животных из Красной книги города Москвы и 10 животных, нуждающихся в постоянном контроле и наблюдении. Здесь можно встретить горностая, зайца-русака и -беляка, водяную ночницу, орешниковую соню и кутору обыкновенную.
Территория неоднородна по высоте — здесь встречаются как равнинные, так и холмистые участки. Перепады высот колеблются в пределах 5-10 метров.

## Инфраструктура
До строительства парка территория состояла из лесной зоны и пустынных полян с народными тропами.
Обустройство парка началось в 2011 году. По правому берегу Чермянки были организованы детские площадки, рассчитанные на разный возраст, сцена со зрительными местами, футбольное поле, теннисные корты и воркаут-площадки. Главный вход в парк располагается на проезде Дежнева и выводит на его центральную аллею. Вдоль Юрловского проезда парк также имеет несколько входов, откуда по прогулочным дорожкам можно пройти вглубь зелёной зоны.
Территория, прилегающая непосредственно к реке Чермянке (особенно ближе к месту ее впадения в Яузу), осталась заповедной зоной — её составляют лесной массив и болотистые участки с первозданной флорой.

## Достопримечательности
Вдоль главной аллеи парка в 2014 году было установлено пять скульптурных композиций в стиле лэнд-арт художника Николая Полисского и мастеров из деревни Звизжи в Калужской области совместно с архитектором парка Галиной Лихтеровой. Арт-объекты вдохновлены вершами — славянскими рыболовными снастями из ивовых прутьев на каркасе. Части скульптур создавались в арт-парке Никола-Ленивец, а потом доставлялись в Москву и собирались уже там. Композиции имеют оплетенные лозой каркасы из металлической арматуры и основание на сваях из лиственницы, ели или сосны. Их высота колеблется от 4 до 6 метров, а самые длинные из них — в центральной и южной (в месте впадения Чермянки в Яузу) частях парка — протянулись на 54 и 20 метров.

Сам Николай Полисский описал своё творение так:
«Я вижу в парке „Чермянка” продолжение истории, которая началась в Никола-Ленивце, хотя природа для меня, безусловно, более органична. Натуральный материал наивен на фоне бетона, но в этом и его преимущество, сила. Художник создаёт новые формы, которые должны вызывать уважение, выдавать мощь, которая сама себя будет защищать, — такие объекты должны быть заметны. „Чермянка” представляет собой скульптуру, растянувшуюся вдоль всего парка — она то появляется, то исчезает, ведёт за собой, чем-то напоминая верши — рыболовные снасти из ивовых прутьев на каркасе, которыми пользовались на Руси. Тотемные башни, расположенные вдоль реки, являются ориентирами для посетителей, а эстрада с органом предназначена для исполнения „ритуальной музыки”».

## Обновление парка

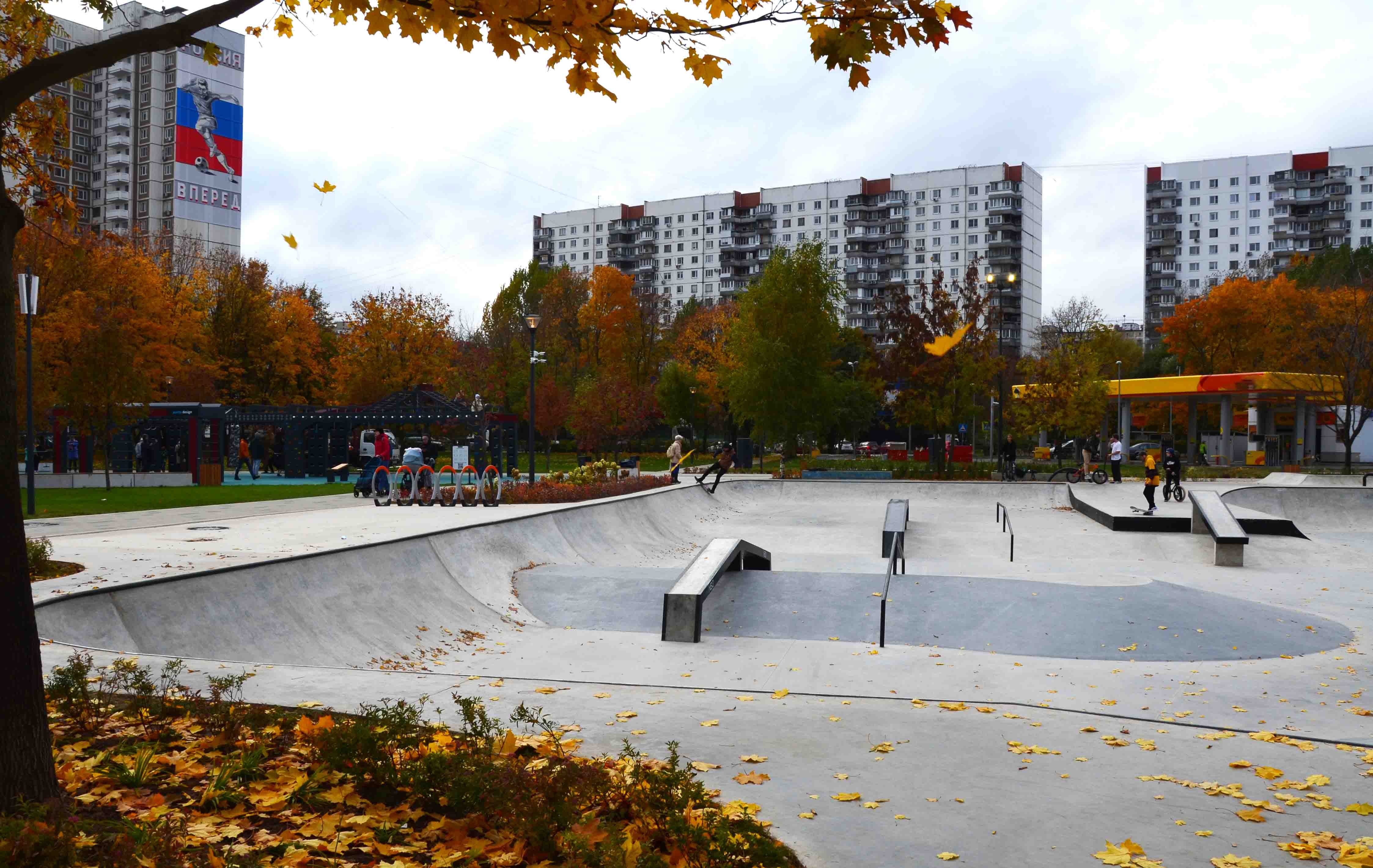
Скейт-парк в парке «Чермянка»

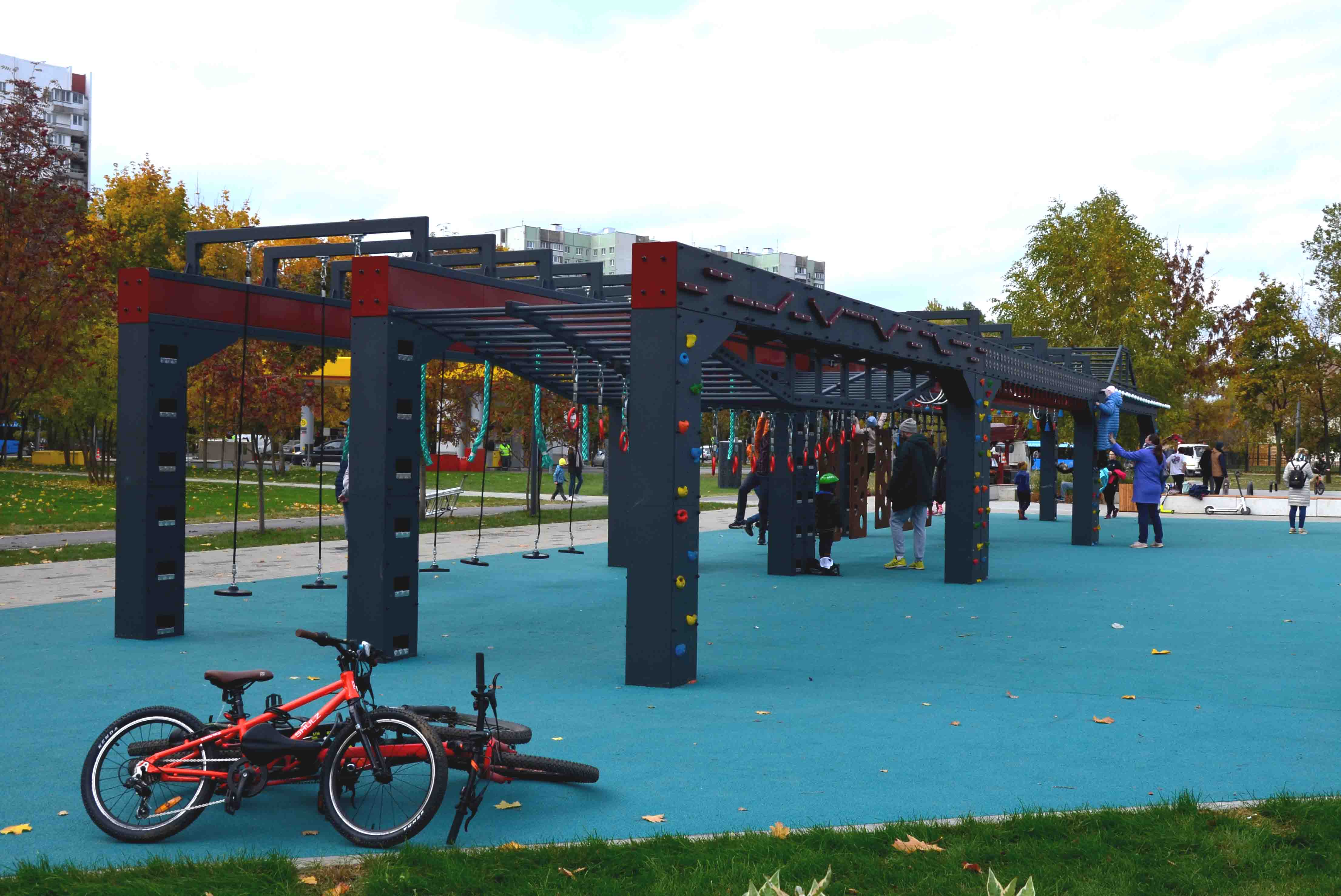
Площадка «Русский ниндзя»

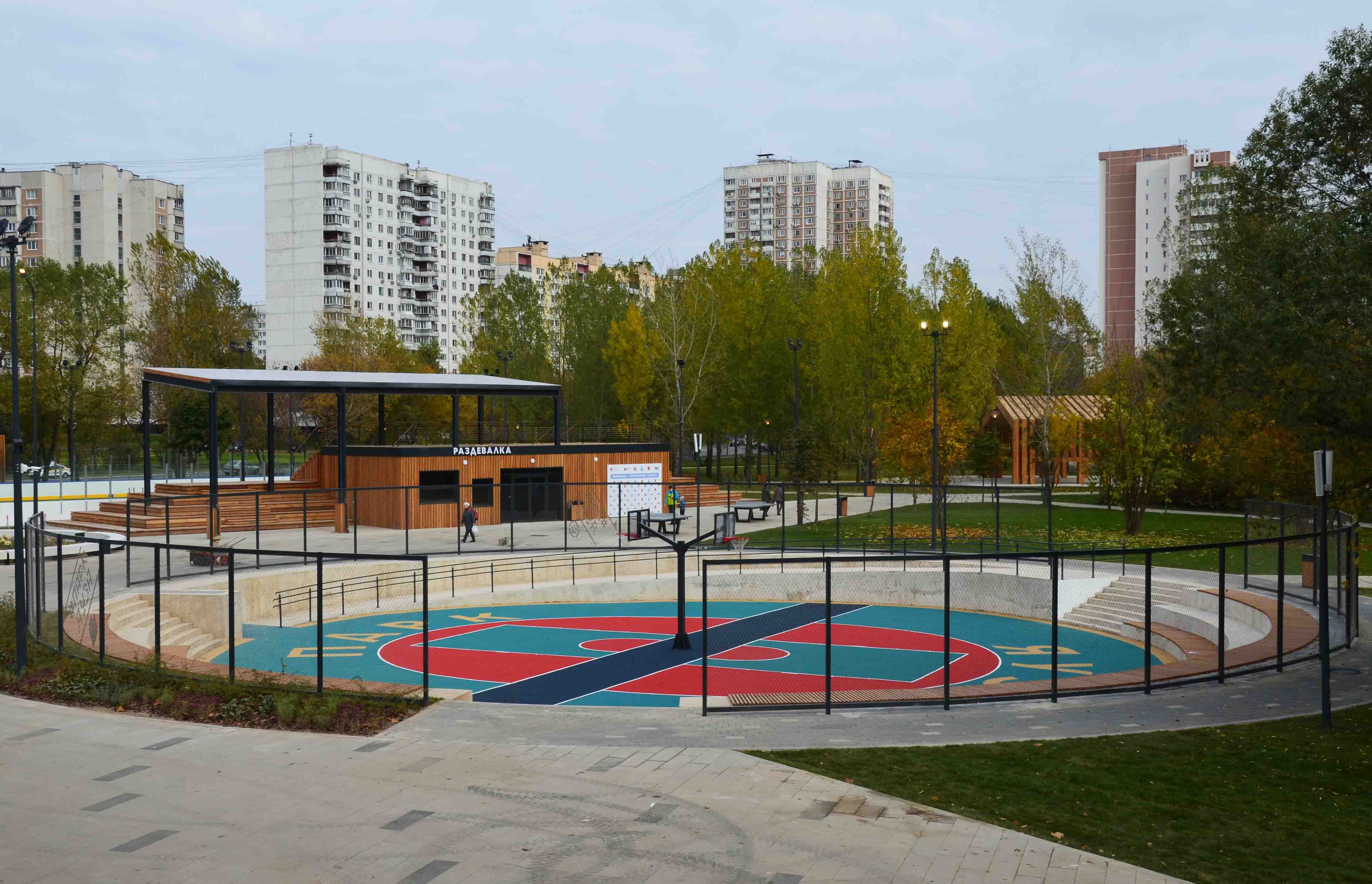
Площадка для игры в стритбол

В октябре 2021 года открылась после благоустройства часть парка от проезда Дежнёва вниз вдоль Юрловского проезда. Здесь построили новый скейт-парк при участии Федерации скейт-бординга России, поле для игры в мини-футбол с трибунами, площадки для игры в панна-футбол и стритбол (последняя — площадью около 500 кв.м), установили столы для игры в настольный теннис, а также отреставрировали поле для игры в футбол с раздевалками и теннисные корты и построили вокруг них трибуны. Кроме того, для занятия спортом в северной части «Чермянки» появилась площадка «Русский Ниндзя» с большим комплексом на разные группы мышц — рукоходами, скалодромом, боксёрской грушей и гимнастическими кольцами, — а в южной части парка построили площадку с тренажёрами. Для детей в зелёной зоне сделали площадки в экотематике: песочную площадку с канатным мостиком и игрушечным экскаватором и площадку с деревянными элементами — тарзанкой, качелями и брёвнами для лазания. Вдоль течения реки Чермянки были обновлены деревянные экотропы и смотровые площадки, а на восстановленном пруду Козеева ручья обустроили биоплато — живой фильтр с растениями, ограниченный габионами, который естественным способом предотвратит зарастание водоёма. Также в парке обновили эстрадную площадку с деревянными скамейками, высадили круглые цветники, установили новые скамейки и построили площадку для выгула собак с деревянными снарядами для дрессировки. На территории «Чермянки» открыт ледовый комплекс — «Юрловский». 
К уже имеющейся территории присоединили крупную зелёную зону вдоль Юрловского проезда от проезда Дежнёва до улицы Молодцова, где появятся прогулочные маршруты, эко-тропа через Чермянку, эколого-просветительский центр, а также детские и спортивные площадки. Общая площадь благоустройства составит 43,4 га.
Территория станет частью единого парка Яуза, который в 2020-2023 годах будет обустроен вдоль течения реки Яузы на северо-востоке и востоке Москвы (от парка «Сокольники» до подмосковных Мытищ) в рамках программы «Мой район».